# هسلباخ
هسلباخ (به آلمانی: Hasselbach) یک شهر در آلمان است که در راینلاند-فالتس واقع شده‌است.

## خصوصیات
هسلباخ ۳۳۲ نفر جمعیت دارد.